# Jitterbug

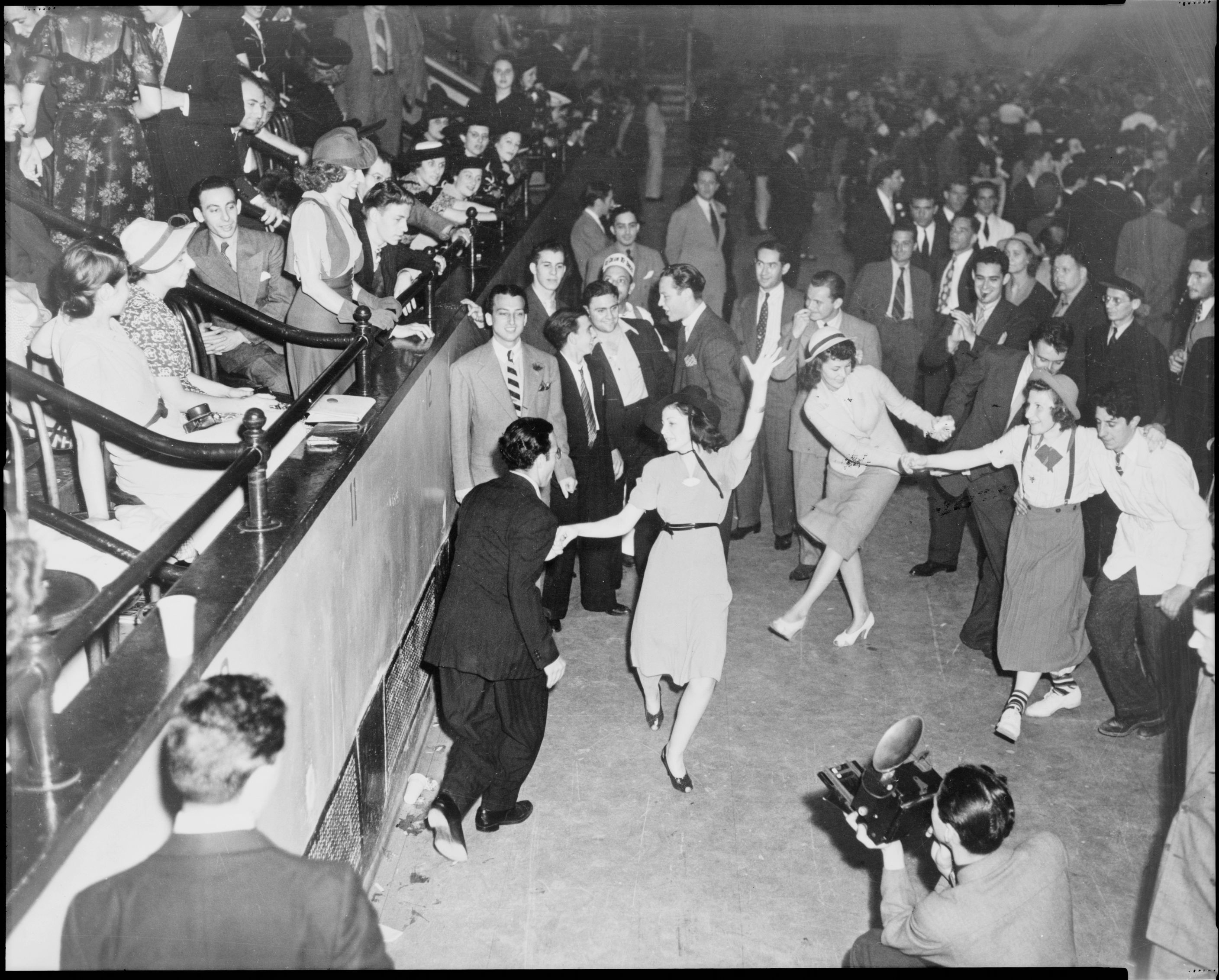
Danzatori di Jitterbug

Con il termine Jitterbug si indicano vari modi di ballare lo swing da parte dei bianchi, mentre la danza dello swing degli afroamericani era chiamato Lindy hop. Il nome viene da uno slang americano designante gli alcolisti affetti da delirium tremens, detto jitters. Questo uso del termine si impose con successo grazie a Cab Calloway il quale, vedendo ballare lo swing, disse che i danzatori sembravano un gruppo di jitterbug (alcolisti appunto) in pista da ballo per i loro movimenti sobbalzanti. Comunemente la parola indica sia un ballo swing sia un provetto ballerino di questa danza, ma è vero anche che più tipi di balli swing locali sono indistintamente chiamati jitterbug.
Negli anni 1940 il Jitterbug era molto in voga in California, quando ha grande successo il cosiddetto "Western Swing", genere musicale permeato di country, pop e blues.
Una gara di Jitterbug compare in apertura del film di David Lynch Mulholland Drive.